# Jeffrey Epstein
Jeffrey Edward Epstein (født 20. januar 1953 i Brooklyn i New York, død 10. august 2019 i New York) var en amerikansk finansmand og dømt sexforbryder.
Epstein blev fundet død i sin celle i det føderale arresthus Metropolitan Correctional Center i New York den 10. august 2019.